# Korihait
Korihait är en basketklubb från Nystad i Finland, grundad 1898. Korihait har vunnit en finska ligatitel och två finska cupen. De spelar sina hemmamatcher på Pohtullin palloiluhalli, som har en publikkapacitet på 1507 personer.